# ورزشگاه تیانهه
ورزشگاه تیانهه، که یک ورزشگاه چندمنظوره می‌باشد در منطقه تیانهه شهر گوانگ‌ژو، استان گوانگ‌دونگ چین ساخته شد؛ این ورزشگاه میزبان بازی های خانگی باشگاه فوتبال گوانگ‌ژو اورگراند در رقابت های سوپر لیگ فوتبال چین است.

این ورزشگاه از سال ۱۹۸۷ بازگشایی شده و گنجایش ورزشگاه ۵۸٬۵۰۰ هزار نفر می‌باشد.

همچنین این ورزشگاه میزبان فینال بازی‌های آسیایی ۲۰۱۰ و همچنین بازی برگشت فینال لیگ قهرمانان آسیا ۲۰۱۳ بوده.